# 9 (album Iry)
9 – dziewiąty album studyjny grupy Ira wydany w roku 2009.
W lipcu 2010 roku album został nominowany do nagrody Superjedynki w kategorii „Płyta rock”. Piosenka „Dlaczego nic” dotarła do 2. miejsca listy Polish Airplay Chart.
Album uzyskał status złotej płyty.

## Twórcy
Ira
- Artur Gadowski – wokal prowadzący, wokal wspierający
- Wojciech Owczarek – perkusja
- Piotr Sujka – gitara basowa, wokal wspierający
- Piotr Konca – gitara, wokal wspierający
- Marcin Bracichowicz – gitara

Muzycy sesyjni
- Sebastian Piekarek – gitara akustyczna, chórki
- Marcin Trojanowicz – instrumenty klawiszowe, instrumenty programowe

Produkcja
- Nagrywany w: K-Studio w Radomiu, Studio Buffo w Warszawie, Studio Hendrix w Lublinie
- Produkcja: Marcin Trojanowicz, Sebastian Piekarek
- Mastering: Marcin Limek
- Wytwórnia: QL Music Warszawa
- Patronat medialny: RMF FM

## Lista utworów
1. „Z dnia na dzień” (M. Bracichowicz – W. Byrski) – 3:26
2. „Mój Bóg” (S. Piekarek – W. Byrski) – 3:51
3. „To co na zawsze” (S. Piekarek – W. Byrski) – 2:53
4. „Szczęście” (M. Bracichowicz – W. Byrski) – 4:25
5. „Dobry czas” (A. Gadowski – W. Byrski) – 3:15
6. „Spróbuj” (P. Konca – W. Byrski) – 3:31
7. „Nie daj mi odejść” (P. Konca – W. Byrski) – 4:12
8. „Żyję” (S. Piekarek – W. Byrski) – 3:27
9. „Dlaczego nic” (M. Bracichowicz – W. Byrski) – 3:18
10. „Druga Miłość” (A. Gadowski – W. Byrski) – 3:31
11. „Apetyt” (M. Bracichowicz – W. Byrski) – 3:40

## Wydania albumu

### Płyta kompaktowa
| Kraj wydania | Wydawca  | Rok wydania | Numer katalogowy | Opis albumu |
| ------------ | -------- | ----------- | ---------------- | --- |
| Polska       | QL Music | 2009        | 272 189 5        | Oryginalne wydanie albumu. Płyta CD ukazała się w sklepach 30 października 2009 roku. |
| Polska       | QL Music | 2010        | 275 195 6        | Edycja specjalna albumu. Edycja została wzbogacona o płytę DVD z teledyskami oraz film z trasy koncertowej 2010 oraz koncertowe nagrania wideo. Wydanie ukazało się w sklepach 10 września 2010 roku. |

### OLiS
| Oficjalna Lista Sprzedaży OLiS |                  |                     |                  |                  |                  |                  |                  |                  |                  |                  |                  |                  |                  |                  |
| Tydzień                        | 01 02 – 08.11.09 | 02 09 – 15.11.09    | 03 16 – 22.11.09 | 04 23 – 29.11.09 | 05 18 – 24.01.10 | 06 25 – 31.01.10 | 07 01 – 07.02.10 | 08 08 – 14.02.10 | 09 15 – 21.02.10 | 10 22 – 28.02.10 | 11 01 – 07.03.10 | 12 08 – 14.03.10 | 13 15 – 21.03.10 | 14 22 – 28.03.10 |
| Pozycja                        | 15               | 30                  | 34               | 50               | 46               | 33               | 38               | 40               | 33               | 34               | 36               | 38               | 37               | 43               |
| Tydzień                        | 15 13 – 19.09.10 | 16 27.09 – 03.10.10 |                  |                  |                  |                  |                  |                  |                  |                  |                  |                  |                  |                  |
| Pozycja                        | 27               | 47                  |                  |                  |                  |                  |                  |                  |                  |                  |                  |                  |                  |                  |